# 榎原猛
榎原 猛（1926年1月22日—2004年6月28日），生於日本大阪府吹田市，憲法學者，為大阪大學名譽教授。

## 生平
1953年，畢業於京都大學，繼續進入研究所。1956年，成為近畿大學講師。1966年，取得京都大學法學博士，論文題目為君主制的比較憲法研究（君主制の比較憲法学的研究）。
1968年，成為大阪大學教授。在此任教，直到1989年退休，成為大阪大學名譽教授。
退休後，曾任梅花女子大學教授，甲子園短期大學校長等職。